# UN-Arbeitsgruppe gegen gewaltsames und unfreiwilliges Verschwindenlassen
Die Arbeitsgruppe gegen gewaltsames und unfreiwilliges Verschwindenlassen (englisch Working Group on Enforced or Involuntary Disappearances, französisch Le Groupe de travail et le Comité sur les disparitions forcées) wurde geschaffen, um Fälle aufzuklären, in welchen missliebige Personen von Staaten in Geheimgefängnissen festgehalten oder umgebracht und die Leichen beseitigt werden, damit ihnen nichts nachgewiesen werden kann.

## Das UN-Mandat
Die UN-Menschenrechtskommission schuf diese Stelle am 29. Februar 1980 mittels einer Resolution, in welcher auch der Auftrag definiert wurde. Dieses UN-Mandat ist auf drei Jahre befristet und wird regelmäßig verlängert. Nachdem die UN-Menschenrechtskommission im Jahr 2006 durch den UN-Menschenrechtsrat ersetzt wurde, ist dieser nun zuständig und übt die Aufsicht aus. Die letzte Verlängerung des Mandates erfolgte am 10. Oktober 2017.
Die Mitglieder der Arbeitsgruppe sind keine Mitarbeiter der Vereinten Nationen, sondern werden von den UN mit einem Mandat beauftragt und dazu erließ der UN-Menschenrechtsrat einen Verhaltenskodex. Der unabhängige Status der Mandatsträger ist für die unparteiische Wahrnehmung ihrer Aufgaben entscheidend. Die Amtszeit eines Mandats ist auf maximal sechs Jahre begrenzt.
Die Arbeitsgruppe erstellt thematische Studien und erarbeitet Leitlinien zur Verbesserung der Menschenrechte. Sie macht Länderbesuche und kann in beratender Funktion Empfehlungen abgeben. Zu ihren Aufgaben gehört auch die Prüfung von Mitteilungen und sie unterbreitet den Staaten Vorschläge, wie sie allfällige Missstände beheben können. Sie macht auch Anschlussverfahren, in welchen sie die Umsetzung der Empfehlungen prüft. Dazu erstellt sie Jahresberichte zu Händen des UN-Menschenrechtsrates und der UN-Generalversammlung.

## Mitglieder des WEIGD
| Name                        | Land          | Seit |
| --------------------------- | ------------- | ---- |
| Aua Balde (Vorsitzende)     | Guinea-Bissau | 2020 |
| Ana Lorena Delgadillo Perez | Mexiko        | 2023 |
| Grażyna Baranowska          | Polen         | 2022 |
| Gabriella Citroni           | Italien       | 2021 |
| Angkhana Neelapaijit        | Thailand      | 2022 |

## Ehemalige Mitglieder der WGEID
- Luciano Hazan  Argentinien, 2017–2023
- Ariel Dulitzky  Argentinien, 2010–2017
- Santiago Corcuera Cabezut  Mexiko, 2004–2009
- Diego Garcia-Sayan  Peru, 1988–2004
- Luis Varela Quiros  Costa Rica, 1980–1987
- Houria Es Slami  Marokko, 2014–2020
- Jeremy Sarkin  Südafrika, 2008–2014
- J'bayo Adekanye  Nigeria, 2000–2008
- Jonas Foli  Ghana, 1981–1999
- Kwadwo Faka Nyamekye  Ghana, 1980–1981
- Bernard Duhaime  Kanada, 2014–2021
- Olivier de Frouville  Frankreich, 2008–2014
- Stephen Toope  Kanada, 2002–2008
- Manfred Nowak  Österreich, 1993–2001
- Toine Van Dongen  Niederlande, 1984–1993
- John Marc Alexander Colville  Vereinigtes Königreich, 1980–1983
- Tae-Ung Baik  Südkorea, 2015–2022
- Osman el Hajjé  Libanon, 2009 – 2015
- Saied Rajaie Khorasani  Iran, 2003–2009
- Arnuar Zainal Abidin  Malaysia, 2001–2003
- Agha Hilaly  Pakistan, 1981–2000
- Waleed Sadi  Jordanien, 1980–1981
- Mohamed Redha Al-Jabiri  Irak, 1980–1980
- Henrikas Mickevicius  Litauen, 2015–2022
- Jasminka Dzumhur  Bosnien und Herzegowina, 2010 – 2015
- Darko Gottlicher  Kroatien, 2004–2009
- Ivan Tosevski  Nordmazedonien, 1980–2003

## Websites
- Le Groupe de travail et le Comité sur les disparitions forcées Webseite des WGEID
- Working Group on Enforced or Involuntary Disappearances Webseite des WGEID